# Liste des pays par taux de malnutrition

Proportion de personnes sous-alimentées selon la FAO (2012).

Cette  liste des pays par taux de malnutrition présente les données recueillies par l'Organisation des Nations unies pour l'alimentation et l'agriculture (FAO) dans son rapport L'état de l'insécurité alimentaire dans le monde. Elle regroupe tous les pays de plus de 100 000 habitants dont plus de 5 % de la population est en état de carence nutritionnelle. En dessous de cette valeur, les données n'ont pas été publiées et la case correspondante est laissée vide.
Globalement, la part de personnes sous-alimentées dans le monde a fortement baissé entre 1991 et 2011 en passant de 19 à 12 %. Cependant, à cause de la croissance démographique, leur nombre ne baisse que lentement, passant d'un milliard à 868 millions. Contrairement à la tendance globale, la situation s'est particulièrement aggravée au Congo-Kinshasa, en Irak, au Burundi, en Zambie, au Guatemala, en Palestine, aux Comores et en Eswatini.
La malnutrition a un impact direct sur la constitution corporelle et sur la croissance des enfants. Selon l'UNICEF, au moins un enfant africain sur trois souffrait d'un retard de croissance en 2011. Cinq pays ont des taux d'émaciation sévère supérieurs à 5 % : le Soudan du Sud à 10 %, le Nigéria à 7 %, le Tchad à 6 %, le Mali à 6 % et le Soudan à 5 %. Les garçons courent un plus grand risque d'émaciation que les filles.

## Taux de malnutrition par pays
Pourcentage de personnes sous-alimentées par rapport à la population totale du pays. Les données sont issues du site de la Banque mondiale qui reprend les chiffres fournis par la FAO.
| Pays                            | Taux en 2000 | Taux en 2005 | Taux en 2010 | Taux en 2015 |
| ------------------------------- | ------------ | ------------ | ------------ | ------------ |
| République centrafricaine       | 42,6 %       | 39,9 %       | 33,3 %       | 58,6 %       |
| Haïti                           | 54,9 %       | 57,1 %       | 49,5 %       | 46,8 %       |
| Zambie                          | 47,6 %       | 51,3 %       | 49,7 %       | 45,9 %       |
| Zimbabwe                        | 43,3 %       | 40,0 %       | 32,7 %       | 44,7 %       |
| Liberia                         | 38,4 %       | 39,4 %       | 36,5 %       | 42,8 %       |
| Madagascar                      | 34,2 %       | 35,1 %       | 31,9 %       | 42,3 %       |
| Rwanda                          | 54,9 %       | 44,5 %       | 34,2 %       | 41,1 %       |
| Corée du Nord                   | 37,5 %       | 35,4 %       | 41,8 %       | 40,8 %       |
| Ouganda                         | 27,9 %       | 24,3 %       | 31,0 %       | 39,0 %       |
| Tchad                           | 40,1 %       | 39,2 %       | 39,9 %       | 32,5 %       |
| Tanzanie                        | 36,7 %       | 34,6 %       | 34,7 %       | 32,3 %       |
| Sierra Leone                    | 39,9 %       | 37,4 %       | 27,1 %       | 30,9 %       |
| Tadjikistan                     | 42,4 %       | 41,5 %       | 37,8 %       | 30,1 %       |
| Yémen                           | 29,9 %       | 30,1 %       | 25,7 %       | 28,8 %       |
| Namibie                         | 26,3 %       | 25,2 %       | 37,6 %       | 28,8 %       |
| Éthiopie                        | 51,9 %       | 39,7 %       | 32,1 %       | 28,8 %       |
| Guinée-Bissau                   | 26,4 %       | 24,9 %       | 22,8 %       | 28,3 %       |
| République du Congo             | 32,5 %       | 33,4 %       | 30,8 %       | 28,2 %       |
| Irak                            | 28,3 %       | 28,2 %       | 27,2 %       | 27,8 %       |
| Timor oriental                  | 40,8 %       | 31,9 %       | 31,3 %       | 26,9 %       |
| Mozambique                      | 40,3 %       | 37,0 %       | 30,0 %       | 26,6 %       |
| Botswana                        | 35,6 %       | 32,0 %       | 28,6 %       | 26,0 %       |
| Malawi                          | 27,1 %       | 26,2 %       | 21,7 %       | 25,9 %       |
| Soudan                          | ...          | ...          | ...          | 25,6 %       |
| Afghanistan                     | 46,1 %       | 33,2 %       | 22,3 %       | 23,0 %       |
| Sri Lanka                       | 29,6 %       | 29,4 %       | 25,7 %       | 22,1 %       |
| Bolivie                         | 33,4 %       | 30,3 %       | 26,5 %       | 20,2 %       |
| Burkina Faso                    | 25,4 %       | 24,9 %       | 21,2 %       | 20,2 %       |
| Pakistan                        | 23,4 %       | 23,3 %       | 21,1 %       | 19,9 %       |
| Mongolie                        | 35,1 %       | 31,0 %       | 20,8 %       | 19,6 %       |
| Eswatini                        | 19,3 %       | 17,3 %       | 23,7 %       | 19,6 %       |
| Kenya                           | 32,2 %       | 28,7 %       | 23,7 %       | 19,1 %       |
| Niger                           | 37,4 %       | 24,7 %       | 18,7 %       | 18,7 %       |
| Guinée                          | 26,3 %       | 21,4 %       | 17,7 %       | 17,5 %       |
| Laos                            | 37,6 %       | 26,8 %       | 20,7 %       | 17,1 %       |
| Nicaragua                       | 32,6 %       | 24,4 %       | 20,9 %       | 17,0 %       |
| Birmanie                        | 48,4 %       | 32,1 %       | 16,9 %       | 16,9 %       |
| Guatemala                       | 20,7 %       | 16,0 %       | 15,6 %       | 15,6 %       |
| Côte d'Ivoire                   | 17,6 %       | 16,2 %       | 16,5 %       | 15,4 %       |
| Cambodge                        | 29,2 %       | 20,0 %       | 18,8 %       | 15,3 %       |
| Bangladesh                      | 20,8 %       | 16,6 %       | 16,9 %       | 15,1 %       |
| Honduras                        | 19,6 %       | 17,2 %       | 15,5 %       | 14,8 %       |
| Lesotho                         | 13,7 %       | 11,7 %       | 12,8 %       | 14,5 %       |
| Inde                            | 17,2 %       | 20,5 %       | 15,6 %       | 14,5 %       |
| Angola                          | 50,0 %       | 32,1 %       | 19,4 %       | 14,0 %       |
| Îles Salomon                    | 15,1 %       | 11,9 %       | 10,6 %       | 13,9 %       |
| Philippines                     | 20,4 %       | 16,3 %       | 13,4 %       | 13,8 %       |
| Cap-Vert                        | 17,8 %       | 14,4 %       | 15,8 %       | 13,7 %       |
| Sao Tomé-et-Principe            | 18,1 %       | 9,6 %        | 15,0 %       | 13,5 %       |
| République dominicaine          | 28,1 %       | 24,4 %       | 16,5 %       | 13,5 %       |
| Venezuela                       | 16,4 %       | 10,5 %       | >5 %         | 13,0 %       |
| Djibouti                        | 48,1 %       | 32,5 %       | 22,3 %       | 12,8 %       |
| Salvador                        | 11,2 %       | 10,7 %       | 12,7 %       | 12,3 %       |
| Équateur                        | 18,5 %       | 17,0 %       | 12,2 %       | 12,1 %       |
| Paraguay                        | 12,9 %       | 11,9 %       | 12,2 %       | 12,0 %       |
| Togo                            | 30,4 %       | 25,6 %       | 20,8 %       | 11,5 %       |
| Sénégal                         | 28,5 %       | 21,3 %       | 13,0 %       | 11,3 %       |
| Gambie                          | 13,1 %       | 15,1 %       | 9,2 %        | 10,9 %       |
| Viêt Nam                        | 24,3 %       | 18,2 %       | 13,6 %       | 10,7 %       |
| Moyenne mondiale                | 14,8 %       | 14,1 %       | 11,5 %       | 10,7 %       |
| Bénin                           | 22,6 %       | 15,4 %       | 12,1 %       | 10,3 %       |
| Bahamas                         | 6,9 %        | 10,0 %       | 12,3 %       | 10,0 %       |
| Chine                           | 15,9 %       | 15,3 %       | 11,9 %       | 9,6 %        |
| Thaïlande                       | 18,8 %       | 12,3 %       | 9,3 %        | 9,5 %        |
| Panama                          | 27,7 %       | 23,1 %       | 13,4 %       | 9,3 %        |
| Moldavie                        | 19,6 %       | 24,2 %       | 13,9 %       | 8,5 %        |
| Maldives                        | 14,0 %       | 16,9 %       | 10,0 %       | 8,5 %        |
| Guyana                          | 8,3 %        | 9,1 %        | 11,5 %       | 8,5 %        |
| Jamaïque                        | 7,3 %        | 6,9 %        | 8,8 %        | 8,4 %        |
| Népal                           | 22,0 %       | 15,9 %       | 10,1 %       | 8,1 %        |
| Indonésie                       | 17,8 %       | 18,6 %       | 12,5 %       | 7,9 %        |
| Suriname                        | 12,9 %       | 11,1 %       | 8,0 %        | 7,9 %        |
| Cameroun                        | 30,6 %       | 20,2 %       | 11,6 %       | 7,9 %        |
| Nigeria                         | 9,4 %        | 6,6 %        | 6,3 %        | 7,9 %        |
| Pérou                           | 21,8 %       | 19,6 %       | 11,2 %       | 7,9 %        |
| Ghana                           | 15,9 %       | 9,3 %        | 5,4 %        | 7,6 %        |
| Colombie                        | 9,7 %        | 9,7 %        | 11,1 %       | 7,1 %        |
| Gabon                           | 9,4 %        | 9,7 %        | 9,4 %        | 7,0 %        |
| Géorgie                         | 13,7 %       | 7,4 %        | 8,0 %        | 7,0 %        |
| Vanuatu                         | 8,2 %        | 7,0 %        | 5,9 %        | 6,9 %        |
| Kirghizistan                    | 16,3 %       | 9,7 %        | 8,2 %        | 6,4 %        |
| Ouzbékistan                     | 16,4 %       | 14,5 %       | 8,8 %        | 6,3 %        |
| Belize                          | 5,8 %        | >5 %         | 5,6 %        | 6,2 %        |
| Oman                            | 11,8 %       | 10,0 %       | 5,4 %        | 6,2 %        |
| Saint-Vincent-et-les-Grenadines | 16,7 %       | 9,1 %        | 6,7 %        | 6,0 %        |
| Dominique                       | >5 %         | 5,7 %        | 5,2 %        | 5,8 %        |
| Costa Rica                      | 5,1 %        | 5,4 %        | 5,2 %        | 5,6 %        |
| Serbie                          | ...          | ...          | 5,9 %        | 5,6 %        |
| Iran                            | >5 %         | 6,1 %        | 5,8 %        | 5,5 %        |
| Turkménistan                    | 8,2 %        | >5 %         | >5 %         | 5,5 %        |
| Liban                           | >5 %         | >5 %         | >5 %         | 5,4 %        |
| Mauritanie                      | 11,7 %       | 12,2 %       | 8,3 %        | 5,3 %        |
| Maurice                         | 6,6 %        | 5,2 %        | >5 %         | 5,2 %        |
| Arménie                         | 23,8 %       | 8,0 %        | 5,8 %        | >5 %         |
| Bulgarie                        | 5,3 %        | 6,5 %        | 5,6 %        | >5 %         |
| Arabie saoudite                 | 6,2 %        | 8,0 %        | 6,9 %        | >5 %         |
| Jordanie                        | 8,1 %        | >5 %         | >5 %         | >5 %         |
| Émirats arabes unis             | >5 %         | >5 %         | >5 %         | >5 %         |
| Turquie                         | >5 %         | >5 %         | >5 %         | >5 %         |
| Algérie                         | 10,7 %       | 8,8 %        | 6,3 %        | >5 %         |
| Kazakhstan                      | 5,9 %        | 5,8 %        | >5 %         | >5 %         |
| Trinité-et-Tobago               | 11,6 %       | 11,8 %       | 9,6 %        | >5 %         |
| Koweït                          | >5 %         | >5 %         | >5 %         | >5 %         |
| Albanie                         | 7,2 %        | 11,1 %       | 7,6 %        | >5 %         |
| Corée du Sud                    | >5 %         | >5 %         | >5 %         | >5 %         |
| Croatie                         | 10,4 %       | >5 %         | >5 %         | >5 %         |
| Kiribati                        | >5 %         | >5 %         | >5 %         | >5 %         |
| Chili                           | >5 %         | >5 %         | >5 %         | >5 %         |
| Azerbaïdjan                     | 23,2 %       | 5,7 %        | >5 %         | >5 %         |
| Mexique                         | >5 %         | 5,5 %        | >5 %         | >5 %         |
| Malaisie                        | >5 %         | >5 %         | >5 %         | >5 %         |
| Argentine                       | >5 %         | >5 %         | >5 %         | >5 %         |
| Russie                          | 5,1 %        | >5 %         | >5 %         | >5 %         |
| Roumanie                        | >5 %         | >5 %         | >5 %         | >5 %         |
| Mali                            | 14,6 %       | 11,2 %       | 7,1 %        | >5 %         |
| Maroc                           | 6,8 %        | 5,8 %        | 5,3 %        | >5 %         |
| Fidji                           | >5 %         | >5 %         | >5 %         | >5 %         |
| Afrique du Sud                  | >5 %         | >5 %         | >5 %         | >5 %         |
| Macédoine du Nord               | 7,9 %        | 6,1 %        | >5 %         | >5 %         |
| Égypte                          | 5,3 %        | 5,4 %        | >5 %         | >5 %         |
| Bosnie-Herzégovine              | >5 %         | >5 %         | >5 %         | >5 %         |
| Uruguay                         | >5 %         | >5 %         | >5 %         | >5 %         |
| Tunisie                         | >5 %         | 5,6 %        | >5 %         | >5 %         |
| Cuba                            | >5 %         | >5 %         | >5 %         | >5 %         |
| Brésil                          | 12,0 %       | 6,2 %        | >5 %         | >5 %         |
| Samoa                           | 5,3 %        | >5 %         | >5 %         | >5 %         |
| Ukraine                         | >5 %         | >5 %         | >5 %         | >5 %         |
| Bahreïn                         | >5 %         | >5 %         | >5 %         | >5 %         |
| Barbade                         | 5,4 %        | 5,9 %        | >5 %         | >5 %         |
| Biélorussie                     | >5 %         | >5 %         | >5 %         | >5 %         |